# Австралийские водяные крысы
Австралийские водяные крысы (лат. Hydromys) — род грызунов семейства мышиных. Включает 4 вида.
Длина и тела, и хвоста — от 12 до 35 сантиметров. Окраска шерсти тёмно-коричневая, жёлто-коричневая или серая сверху, снизу от ярко-оранжевого до коричневого цвета. Тело обтекаемой формы, глаза расположены высоко на голове, ступни широкие, с небольшими перепонками.
Виды являются эндемиками Новой Гвинеи и Австралии. Они живут вдоль берегов рек и озёр, а также в болотах.
Они строят норы на берегах водоёмов, выкладывая их растительным материалом. В сумерках они выходят на охоту за рыбой и водными насекомыми, а также ракообразными, лягушками, черепахами и птицами.